# 北海道大学遺伝子病制御研究所
北海道大学遺伝子病制御研究所（いでんしびょうせいぎょけんきゅうじょ、遺制研、英: Institute for Generic Medicine, IGM）は、北海道大学の附置研究所で、遺伝子の病態を解析することより、生命の真理、病気の診断、疾患の治癒を解明することを目的とする研究所である。北海道大学の免疫科学研究所、医学部附属癌研究施設が統合して2000年4月に発足した。
「がん、免疫、感染、炎症」をキーワードに、基礎医学の研究を推進している。
2010年度より共同利用・共同研究拠点「細菌やウイルスの持続性感染により発生する感染癌の先端的研究拠点」に指定されている。3研究部門・2附属施設を有する。

## 概要
北海道大学の基礎医学の研究を目的とする唯一の研究所である。1941年2月に設立された財団法人北方結核研究会、1957年4月1日に設置された北大医学部附属癌免疫病理研究施設を前身とし、2000年4月に統合して発足した。
2000年統合当初は、所在が医学部の北研究棟、中研究棟、東研究棟にたこ足状態に分散していたが、2008年3月28日に医学部北研究棟改築が行われ、全所員が1つのビルに入る体制となる。
2000年の統合前でも70年近くの歴史があり、感染癌をはじめとする病理の研究を、病因、病態、病態制御の3研究部門に分け研究している。2008年7月1日に附属感染癌研究センターを設立している。
北海道大学の医学部・医学院、理学部化学専攻、総合化学院、生命科学院、獣医学研究院などと連携して主に医学研究を行っている。
2010年より文部科学省の共同利用・共同研究拠点に指定されている（「「細菌やウイルスの持続性感染により発生する感染癌の先端的研究拠点」）。

## 研究概要
癌、ある種の免疫疾患、その他、代謝疾患、循環器疾患など、多くの疾患が遺伝子、あるいは遺伝子の発現異常によることが判明しており、これらはいずれも難治疾患である。本研究所では、これら遺伝子病の原因、病態、制御の基盤を確立し、最終的にこれら難病の克服を目的として、研究を進めている。

## 構成
2019年1月現在
- 教職員75名
- 技術職員7名
- 事務職員55名
- 学生81名

## 組織

### 研究部門
- 病因研究部門
  - RNA生体機能教室
  - 幹細胞生物学教室
  - 分子生体防御教室
  - 分子神経免疫学教室

- 病態研究部門
  - 癌生物教室
  - 免疫生物教室
  - ゲノム医生物学分野

- 病態制御研究部門
  - 疾患モデル創成教室
  - 免疫機能学教室
  - 分子間情報教室
  - がん制御学分野

- 寄附研究部門
  - シンバイオティクス研究部門

### 附属動物実験施設
1976年に設置された免疫科学研究所附属免疫動物実験施設を前身とし、2000年4月設置。2008年7月1日に現名称となる。
遺伝子病制御研究所の共同利用施設として、遺伝子病制御の研究に用いられる動物実験が高い精度と再現性をもって実施されることを目的としている。癌・免疫疾患モデル動物や抗病性動物の開発に関する研究を推進している。

### 附属感染癌研究センター
2008年7月1日設立。2000年の開所とともに設立された附属ベクター開発センターを前身とする。感染と癌をつなぐ分子機構の解明ならびに感染癌治療法開発を目的としている。

### リエゾンラボ
共同利用・共同研究拠点の拠点事業「細菌やウイルスの持続性感染により発生する感染癌の先端的研究」のさらなる発展と融合研究分野の創生のために2016年設立。感染癌を構成する4つのステップである感染、癌、免疫、炎症および新技術の開発をテーマとする5つのラボから成る。それぞれのラボの責任者には本研究所の教授が就任し、国内外の共同研究者を配置して共同研究を推進、発明、特許化、企業との共同研究を実施している。

## 沿革
結核研究所／免疫科学研究所
- 1941年2月 財団法人北方結核研究会設立。
- 1945年8月1日 北方結核研究所設置。
- 1950年4月1日 北方結核研究会北方結核研究所が文部省に移管され、北海道大学結核研究所が設置される。（研究部門：予防部門、細菌部門）
- 1968年11月30日 医学部北研究棟（4, 5階）に移転する。
- 1974年6月7日 北海道大学免疫科学研究所に改組する。（研究部門：細菌感染部門、血清学部門、化学部門、病理部門、生化学部門）
- 1976年5月10日 附属免疫動物実験施設を設置する。

医学部附属癌研究所／癌研究施設
- 1962年4月1日 医学部に附属癌免疫病理研究施設が設置される。（研究部門：病理部門）
- 1969年4月1日 医学部附属癌研究施設となる。

統合
- 2000年4月1日 免疫科学研究所と医学部附属癌研究施設が統合し北海道大学遺伝子病制御研究所が発足する。
- 2008年
  - 3月28日 医学部北研究棟改築が行われ、全所員が1つのビルに入る体制となる。
  - 7月1日 附属動物実験施設、附属感染癌研究センターを設置。
- 2010年4月1日 文部科学省の共同利用・共同研究拠点に認定される。（「細菌やウイルスの持続性感染により発生する感染癌の先端的拠点」）

## アクセス
〒060-0815 札幌市北区北15条西7丁目
- 医学部北研究棟内